# Der Industriegigant 2
Der Industriegigant 2 ist ein Aufbauspiel mit Elementen einer Wirtschaftssimulation, welches 2002 von JoWooD veröffentlicht wurde. Es ist der Nachfolger zu Der Industriegigant. Mit Industriegigant 2: 1980–2020 erschien eine Erweiterung und mit der Gold-Edition 2003 eine Fassung, die Erweiterung und Basisspiel vereinte.
2015 erschien eine Wiederveröffentlichung auf Steam angepasst für moderne Microsoft-Windows-Betriebssysteme durch UIG Entertainment GmbH. 2016 folgte eine Fassung für PlayStation 4 und Xbox One.

## Spielprinzip
Das Spiel beginnt Anfang des 20. Jahrhunderts. Ziel ist es, eine florierende Warenwirtschaft aufzubauen. Die Branche kann der Spieler selbst wählen. Anfangs werden Lebensmittel mit kurzen Warenkreisläufen aufgebaut, später komplexere Luxusgüter produziert. Dabei werden die Produktionsstandorte und die Absatzmärkte mit Straßen und Schienen angebunden.

## Rezeption
Das Spiel verlange dem Spieler viel Micromanagement ab, da die Fahrzeuge unselbstständig handeln. So ist der Spieler als Top-Manager dauerhaft damit beschäftigt, Lagerbestände zu kontrollieren und Fahrpläne anzupassen. Die Missionen seien hingegen sehr abwechslungsreich, angenehm schwierig und umfangreich. Ein Handel mit den Computergegnern ist nicht möglich. Die Züge haben Schwierigkeiten mit der Wegfindung. Das Wirtschaftsmodell sei derart schlicht, dass der jeweils teuerste Preis stets die beste Rendite sichert. Zum Zeitpunkt der Wiederveröffentlichung sei die Grafik bereits sehr betagt. Das dynamische von Wetter und Jahreszeit abhängige Rohstoffsystem böte jedoch eine Komplexität, die modernen Titeln fehlen würde. Die Bedienung auf dem PC sei gelungen. Mit nur wenigen Mausklicks lassen sich viele Aktionen erledigen. Positiv hervorgehoben wurden auch die stufenlose Zeitbeschleunigung oder die zahlreichen Tastenkürzel. Die Grafik in isometrischer Vogelperspektive böte zahlreiche Details und liefere viele Informationen, ohne dass dafür Menüs aufgeklappt werden müssen. Dass das Spielprinzip bei der Logistik und Wirtschaft stets optimiert werden kann, sei fesselnd. Das Spiel böte den entspannenden Flair des Modelleisenbahnbaus.
Die veraltete Grafik besäße Charme, jedoch sei die Steuerung überhaupt nicht an Konsolen angepasst. Durch die höhere Auflösung seien die Schaltflächen des Originals zu klein, die Controller Steuerung wenig intuitiv und benutzerunfreundlich gehalten. Die Neuauflage besäße kein faires Preis-Leistungs-Verhältnis, insbesondere der Zusatz „HD“ sei eher ungerechtfertigt. Das Spiel sei eher für Fans des Genres geeignet. Jedoch sei die Bedienung mit dem DualShock 4 überfrachtet. Die Menüführung der Neuauflage sei weiterhin klar auf PC-Mausbedienung ausgelegt.